# スルファクロルピリダジン
スルファクロルピリダジン（英：Sulfachlorpyridazine、INN、USP）は、養鶏で使用されるサルファ薬である。ウシ、ブタ、トリに使用するためVetisulidとして販売されている。